# ニコラス・クリストフ
ニコラス・クリストフ（Nicholas Donabet Kristof, Nicholas D. Kristof, 1959年4月27日 - ）は、アメリカ合衆国のジャーナリスト、作家。オピニオン・コラムニストとしてニューヨーク・タイムズ紙やブログで執筆している。配偶者は中国系アメリカ人三世の作家で投資家のシェリル・ウーダン（伍潔芳、元ニューヨーク・タイムズ記者）。

## 略歴
イリノイ州シカゴで、ポーランド人とオーストリア・ハンガリー系アルメニア人の間に生まれ第二次世界大戦後アメリカへ移住した父親と、オレゴン州の大学で教鞭をとっていた母親の間に生まれた。オレゴン州の高校で学校新聞の編集者を経験。卒業後はハーバード大学の学部生を経て、ローズ奨学制度でイギリスオックスフォード大学で法律を学んだ。
1984年にニューヨーク・タイムズ・カンパニーに入社し、ロサンゼルス、香港、北京、東京の特派員や支局長を経験。2001年よりニューヨーク・タイムズ紙上で執筆し、アジアや中東、アフリカの人権問題を提起。とくに2004年よりダルフール紛争についての執筆で広く知られ、同社ブログでの執筆のほか、TwitterやFacebookでも情報を発信し、YouTubeでも自身のチャンネルをニューヨーク・タイムズの名の下に開設している。
2021年10月、翌年に行われるオレゴン州知事選挙に出馬するためニューヨーク・タイムズを退社するが、「少なくとも3年は州内に居住している」という条件を満たさないと判断され断念。2022年8月にニューヨーク・タイムズに復帰した。

## ピューリッツアー受賞
1990年妻のシェリル・ウーダンとともに、1989年の天安門事件に関する報道で、ピューリッツアー賞国際報道部門を受賞した。夫婦でのピューリッツァー賞受賞は初のことだった。
2006年クリストフはダルフールにおける虐殺事件に関する執筆で、2度目の受賞となる論説賞を受賞した。

## 日本に関する記事
1995年当時、東京支局長だったニコラス・クリストフは、沖縄で起きた米兵3人による沖縄米兵少女暴行事件の直後、「日本女性が読む野蛮なコミック」と題して、同事件に触れて日本人が憤慨しているとした上で、「『レイプを称賛する』かのような、アメリカ人の感覚からするとエロティックというより病的な内容の女性向け漫画、レディースコミックを日本の女性の多くが読んでいる」との記事を掲載した。
ニコラス・クリストフが書いたニューヨーク・タイムズの記事にはほかに、「日本の夫婦には人生の良きときにも悪しきときも愛は不要」、「コンピューター時代にいまだにキツネ憑きがさまよっている」 などがある。日本の運動会では同時に手をつないで同時にゴールインするという記事も彼の手による。
1998年、一連の同氏の記事を見かねたニューヨーク在住の女性を中心とする日本人7人が、これまでの日本関連記事から最も誤解の酷い10の記事を選んで検証・批判した『笑われる日本人—ニューヨーク・タイムズが描く不可思議な日本』を日米同時に自費出版し、「米国メディアの日本報道に見る誤解」と題するパネルディスカッションを左派系の学者上野千鶴子らを招き開催した。上野は「米国が捏造する日本」、「米国だけが世界だなんて狭すぎる」と厳しく批判した。また、同著の編集長である大竹秀子はAERAの取材にて「どの記事も、色眼鏡を通して日本を見ていることが問題だ。全体像を見せることなく、センセーショナルな見せ物的報道をばらばらに報道されると、それが積み重なって『日本ってヘンな国だ』という認識が出来上がり、ステレオタイプを助長してしまう」と同紙の報道姿勢を厳しく批判している。
2010年9月10日、コラムで「1972年にアメリカが沖縄の施政権を日本に返還したため、尖閣諸島の問題で日本を助けるというばかげた立場をとるようになった。米国は核戦争の危険を冒すわけがなく、現実的に日米安全保障条約を発動する可能性はゼロだ」と主張した。また尖閣諸島問題に関しては「はっきりした答えは分からないが、私の感覚では、中国に分があるようだ」と主張した。しかし同月20日のコラムは、日本総領事館から送られた、尖閣諸島が歴史的・国際法上も日本の固有の領土であることを指摘した反論文を一部掲載した。総領事館の広報センター所長は「そもそも尖閣諸島をめぐる領土問題は存在しない。にもかかわらず、希薄な根拠をもとに中国に分があるような記述をしていたため、直接会って反論した」と話した。
2011年1月20日に再び、尖閣諸島の領有権について、「私の見解は、中国の領有権主張には揺るぎない歴史的根拠があるというものだ」とのコラムを掲載した。これに対し、在ニューヨーク日本総領事館は抗議を申し入れ、外務報道官の反論文が27日に掲載された。
2012年9月19日には、「釣魚島/尖閣諸島の背後にある不都合な真実」と題するコラムを掲載した。台湾の国立政治大学の研究員Han-Yi Shawの論文を紹介する形で、「私は中国の立場に同情的だ」「1895年に日本が事実上中国から戦利品として島を盗んだことを示す政府文書はとても興味深い」などと書いた。これに対して在ニューヨーク日本総領事館は、「歴史的にも国際法上も、尖閣諸島は日本固有の領土」であり「尖閣諸島が戦利品だという議論は全く根拠がない」という川村泰久首席領事名の反論を投稿した。

## 他の国際問題について
19世紀末から20世紀初頭に、オスマン帝国の少数民族であったアルメニア人の多くが、強制移住、虐殺などにより死亡したとされる事件(アルメニア人虐殺)について、オスマン帝国政府による組織的・計画的なジェノサイドであったとし、その後継国であるトルコ政府と、その組織性・計画性を否定する政府見解を激しく批難。国連にトルコ政府に対し国際的圧力をかけるよう呼びかけた。
アメリカにおける医療制度の酷さを論じるコラムにおいてクリストフは、「アメリカの新生児が１年以上生き延びる可能性は何とあのスロベニアよりも低い」、「アメリカの子供が5歳までに死ぬ可能性はなんとスロベニアの子供の2倍である」、「これほど医療に金を費やしているにもかかわらず、統計的にその医療サービスはスロベニアのそれよりも悪い」などとスロベニアをあたかも悪質な医療サービスの代表国であるかのように多用し、スロベニア総領事代理から抗議を受けている。
2011年リビア内戦において、飛行禁止空域の設定と、米国の軍事介入を呼びかけた。
2013年1月の中国に関する報道で、習近平を「改革者」と呼び、習政権による毛沢東の遺体の天安門広場からの移出や民主化活動家の劉暁波の釈放など、大規模な経済的・政治的改革を行うと予測した。

## その他
グローバリズム、ネオリベラリズムの信奉者であり、反グローバリゼーションの運動が過酷な雇用環境で低賃金で労働者を酷使する(多国籍)企業、日本ではブラック企業と呼ばれている搾取工場(Sweatshop)の存在を問題化した際には、ミルトン・フリードマンや妻の伍潔芳と共に擁護する論陣を張った。
2020年12月4日、ニューヨーク・タイムズに「The Children of Pornhub」と題したコラムを投稿し、ポルノ動画共有サービス「Pornhub」が、児童に対する性的虐待や、同意なき性交を扱った動画を公開して利益を得ているとしてPornhubを運営するMindGeekを批判した。これを受けてPornhubは未承認ユーザーからのアップロードおよびダウンロードを禁止するなどのポリシーの変更を発表したが、Visaおよびマスターカードが11日にMindGeekに対する調査が完了するまでPornhubとの取引を停止すると発表したことから、14日に承認済みユーザーおよびコンテンツパートナーがアップロードした動画を除く800万本以上の動画を削除した。クリストフはこれを受けて自身のTwitterアカウントで、Pornhubが行った措置は「未承認ユーザーによる何百万もの動画を削除したことは深刻な問題である」としたうえで、「圧力は均等にかけないと効果的ではない」として、同様のポルノ動画共有サービスであるXVideosにも圧力をかけるべきと主張した。なお、実際にポリシーの変更を行ったのはサイト運営者であり、クリストフは法律違反状態を指摘したコラムを投稿したにすぎないのだが、クリストフのTwitterアカウントには日本の一部のPornhubユーザーから「死ぬことも逃げることも許されない地獄に落ちろ」という誹謗中傷や殺害予告などのリプライが相次いでいる状態となっている。

## 著書
- 『新中国人』（ニコラス・クリストフ／シェリル・ウーダン著、伊藤正／伊藤由紀子訳、新潮社、1996年）
- 『アジアの雷鳴――日本はよみがえるか!? 』（ニコラス・クリストフ／シェリル・ウーダン著、田口佐紀子訳、集英社、2001年）
- 『ハーフ・ザ・スカイ――彼女たちが世界の希望に変わるまで』（ニコラス・Ｄ．クリストフ／シェリル・ウーダン著、北村陽子訳、英治出版　2010年）
- 『絶望死――労働者階級の命を奪う「病」』（ニコラス・Ｄ・クリストフ／シェリル・ウーダン著、村田綾子訳、朝日新聞出版、2021年）